# Reputazione (economia)
La reputazione delle aziende (reputation economy) può permettere o di ampliare e conoscere acquirenti e venditori (anche attraverso ricerche di mercato, comportamenti passati e anche "voci di corridoio") al fine di individuare la scelta più adatta per le esigenze dei consumatori o all'opposto di compromettere la sua immagine e credibilità correndo il rischio reputazionale.

## Effetti
La reputazione positiva di un'azienda può avere effetti su più piani:
1. l'instaurazione di relazioni durature e profittevoli con il cliente, che dimostrerà maggior propensione all'acquisto;
2. il miglioramento delle relazioni tra produttori, fornitori, grossisti e dei rapporti con media, comunità locali e istituzioni. Una buona reputazione dell'azienda impressiona positivamente tutti gli stakeholder, e rappresenta un vantaggio competitivo;
3. l'innalzamento del posizionamento verso il target identitario nella logica di aumentare l'interesse verso gli influencer, modificando positivamente la percezione nell'audience.

Secondo alcuni autori perché vi è una crescente tendenza dei consumatori a prediligere le imprese che si dimostrano sensibili a valori di tipo ecologico (per esempio utilizzando materiali ecocompatibili, uso di fonti di energia alternative), etico e sociale (per esempio sicurezza sul lavoro), molte aziende cercano esplicitamente di associare la propria immagine a questi valori per migliorare il proprio capitale reputazionale e ridurre il rischio reputazionale. Quest'ultimo punto dimostra che gli effetti di una reputazione di questo tipo, possono portare a vantaggi nel lungo termine per individui e ambiente.
Secondo altri autori, come il noto economista George Stigler che trattava l'argomento già negli anni Sessanta, la reputazione sarebbe una forma di economizzazione del pensare, ed il suo valore si fonderebbe, di base, sulla ignoranza e sulla necessità di velocizzare le scelte, senza nessuna implicazione morale o etica.

## Capitale reputazionale
Secondo alcuni autori, l'attenzione verso il concetto di reputazione nelle strategie aziendali porta all'idea di capitale reputazionale: un concetto nuovo che sta ad indicare quell'insieme di valori e comportamenti sociali che influenzano il potere contrattuale dell'individuo o dell'azienda. L'idea di capitale reputazionale porta a diversi studi (attualmente in corso) tra cui quelli di Adam Arvidsson, professore di Sociologia all'Università degli Studi di Milano, che ha affermato: "la prossima economia sarà un'economia etica non più basata sul lavoro, come è stata l'ultima economia capitalistica, ma sull'abilità di costruire relazioni sociali eticamente significative".

## Critiche all'uso della reputazione in campo economico
Critiche al valore ed all'uso del "capitale reputazionale" emergono da modelli recenti, tra cui, in Italia, quelli dell'economista Jacopo Schettini Gherardini che ribaltano la questione poiché ritengono che il valore della reputazione in economia non derivi da spetti etici o morali, ma dalla supposta adeguatezza che viene attribuita a chi si ritiene possa raggiungere gli obiettivi prefissati oppure a chi è in grado di accondiscendere emotivamente i fruitori di un prodotto o di un servizio. Si tratta di "un vento freddo che prospera nell'ignoranza":